# Кіренія
Кіренія (грец. Κερύνεια, місцева вимова: [t͡ʃeˈɾiɲˑa]; тур. Girne [ˈɟiɾne]) — місто турецького Північного Кіпру, відоме своєю історичною гаванню та фортецею.

## Історія
Історія міста сягає доби Троянської війни, коли мешканці Ахеї в X столітті до н. е. та інших грецьких областей переселялись на острови та засновували там свої поселення.
Засновником міста вважається Кефей з Аркадії, ахейський полководець, що прибув до північного узбережжя Кіпру та оселився на ньому разом зі своїми дружинниками, вони і назвали місто Керинією на честь ахейського міста Керинія.
Була самостійною державою, допоки у IV столітті до н. е. не була завойована Саламіном.
Новітня історія міста була й залишається вельми неспокійною. 1878 року згідно з таємною домовленістю британської влади та Османського уряду острів Кіпр був переданий Великій Британії як Середземноморська військова база. Лише 1960 Кіпр здобув незалежність від Великої Британії. Хоча військові дії цього періоду поблизу Кіренії були мінімальними, було повністю блоковано сполучення міста зі столицею Нікосією. За переписом 1974 р. серед мешканців 47 сіл префектури Кіренія 83,12 % були греками і лише 15,34 % визнавали себе турецькими кіпріотами. Більшість греків намагалась переїздити до Нікосії чи Греції.
Попри те, що населення Кіренії було, фактично, вигнане з будинків своїх предків і було змушене терпіти біль і страждання, бути біженцями у своїй власній країні, вони не зникли. Через свої колективні зусилля, самоврядування та фольклор вони продовжать свою роботу в Нікосії. Завдяки спеціальній процедурі реєстрації виборців мешканці Кіренії продовжують здійснювати окремі політичні та цивільні права. Єпископ Кіренії продовжує здійснювати нагляд за релігійними справами громади. Всі традиційні свята, релігійні та культурні, відзначається за попередньою традицією.

## Визначні місця
- Нині у Кіренійському замку відкрито Музей кораблетрощ. Найвідомішим та найціннішим експонатом музею, безперечно, є Кіренійський корабель — залишки торговельного корабля часів Александра Македонського.
- Лузіньянська башта та її підземелля.

## Відомі люди
- Осман Тюрк — поет, турецький кіпріот, був номінований на Нобелівську премію з літератури 1988 р.
- Деметріс Христофіас — 6-й президент Кіпру.